# Apanteles orphne
Apanteles orphne är en stekelart som beskrevs av Nixon 1965. Apanteles orphne ingår i släktet Apanteles och familjen bracksteklar. Inga underarter finns listade i Catalogue of Life.